# Kombinationssatz von Klein
Der Kombinationssatz von Klein ist ein Lehrsatz aus dem mathematischen Gebiet der Fuchsschen und Kleinschen Gruppen.
Er gibt Bedingungen für die Konstruierbarkeit diskreter Gruppen hyperbolischer Isometrien als freie Produkte und wird beispielsweise bei der Konstruktion von Schottky-Gruppen verwendet.
Er wurde 1883 von Felix Klein bewiesen. Gelegentlich wird auch der allgemeinere Kombinationssatz von Maskit als Kombinationssatz von Klein-Maskit bezeichnet.

## Kombinationssatz
Der Kombinationssatz hat zwei Formulierungen, eine für Isometrien des hyperbolischen Raumes und eine äquivalente für Möbiustransformationen. (Die letztere war ursprünglich von Felix Klein bewiesen worden.) Die Äquivalenz der beiden Aussagen erhält man dadurch, dass Isometrien des 3-dimensionalen hyperbolischen Raumes {\displaystyle H^{3}} als Möbiustransformationen auf der "Sphäre im Unendlichen" {\displaystyle S_{\infty }^{2}=\partial _{\infty }H^{3}} wirken.

### Kombinationssatz für diskrete Gruppen hyperbolischer Isometrien
Seien {\displaystyle G_{1},G_{2}} zwei diskrete Untergruppen von {\displaystyle Isom^{+}(H^{n})} (der Gruppe der orientierungserhaltenden Isometrien des hyperbolischen Raumes) mit Fundamentalbereichen {\displaystyle D_{1},D_{2}\subset H^{n}}, die die Bedingungen
{\displaystyle int(D_{1})\supset ext(D_{2}),int(D_{2})\supset ext(D_{1})}
erfüllen. Dann ist die von {\displaystyle G_{1}} und {\displaystyle G_{2}} erzeugte Untergruppe {\displaystyle G\subset Isom(H^{n})} eine diskrete Untergruppe und isomorph zum freien Produkt
{\displaystyle G=G_{1}*G_{2}.}
Ein Fundamentalbereich  für die Wirkung von {\displaystyle G} auf {\displaystyle H^{n}} ist
{\displaystyle D=D_{1}\cap D_{2}}.

### Kombinationssatz für Möbiustransformationen
Seien {\displaystyle G_{1},G_{2}} zwei diskrete Gruppen von Möbiustransformationen, also diskrete Untergruppen von {\displaystyle PSL(2,\mathbb {C} )} mit Fundamentalbereichen {\displaystyle D_{1},D_{2}\subset S_{\infty }^{2}}, die die Bedingungen
{\displaystyle int(D_{1})\supset ext(D_{2}),int(D_{2})\supset ext(D_{1})}
erfüllen. Dann ist die von {\displaystyle G_{1}} und {\displaystyle G_{2}} erzeugte Untergruppe {\displaystyle G\subset PSL(2,\mathbb {C} )} eine diskrete Untergruppe und isomorph zum freien Produkt
{\displaystyle G=G_{1}*G_{2}.}
Ein Fundamentalbereich  für die Wirkung von {\displaystyle D} auf {\displaystyle S_{\infty }^{2}} ist
{\displaystyle D=D_{1}\cap D_{2}}.

### Beweisidee
Für jeden Punkt {\displaystyle x\in D} und jedes reduzierte Wort
{\displaystyle g=g_{1}g_{2}\ldots g_{n-1}g_{n}}
mit {\displaystyle g_{2k-1}\in G_{1},g_{2k}\in G_{2}} zeigt man per vollständiger Induktion {\displaystyle gx\not \in D}. Für einen detaillierten Beweis einer etwas allgemeineren Aussage siehe: .

## Anwendung: Schottky-Gruppen
Konstruktion von Schottky-Gruppen: Seien {\displaystyle g_{1},\ldots ,g_{k}\in PSL(2,\mathbb {C} )} Möbiustransformationen und {\displaystyle A_{1},B_{1},\ldots ,A_{k},B_{k}\subset S_{\infty }^{2}} Jordankurven, so dass für {\displaystyle i=1,\ldots ,k} jeweils {\displaystyle g_{i}} das Innere von {\displaystyle A_{i}} auf das Äußere von {\displaystyle B_{i}} abbildet.  Dann ist die von {\displaystyle g_{1},\ldots ,g_{k}} erzeugte Gruppe diskret und eine freie Gruppe. (So konstruierte Gruppen werden als Schottky-Gruppen bezeichnet.)
Obige Konstruktion lässt sich auch ohne den allgemeinen Kombinationssatz aus dem  Poincaréschen Polyedersatz herleiten. Mit dem Kombinationssatz kann man aber die folgende stärkere Aussage beweisen: Jede nichtelementare (nicht notwendig diskrete) Gruppe enthält eine nichtelementare Schottky-Gruppe.
Schottky-Gruppen sind konvex-kokompakt. Ihre Limesmenge ist eine Cantormenge.